# Batalla de Suipacha
La batalla de Suipacha fue un enfrentamiento armado librado el 7 de noviembre de 1810, durante la primera expedición auxiliadora al Alto Perú, que se produjo a 25 km de Tupiza, en la población de Suipacha, a orillas del río Suipacha, entonces intendencia de Potosí –en la actual provincia de Sud Chichas del departamento de Potosí de Bolivia– y en el que el Ejército Auxiliar, enviado por la Primera Junta de Gobierno, triunfó por primera vez ante el Ejército Real del Perú, enviado por el Virreinato del Perú.

## Antecedentes
Después del desfavorable combate de Cotagaita ocurrido el 27 de octubre de 1810, las fuerzas de vanguardia del Ejército Auxiliar del Alto Perú al mando del mayor general Antonio González Balcarce se vieron obligadas a volver a Tupiza sin ser perseguidas por la vanguardia del Ejército Real del Perú. 
El 5 de noviembre las fuerzas comandadas por el coronel José de Córdoba y Rojas, estimadas en 1200 hombres, comenzaron la marcha hacia Tupiza, luego de recibir al general Vicente Nieto con tropas armadas de todos los marinos veteranos, muchos vecinos de la ciudad, los artilleros de Cuzco, fusilería de Oruro y algunos de La Paz, entre los cuales estaban los Granaderos Provinciales de La Plata provenientes de Chuquisaca.
Al día siguiente González Balcarce desalojó el pueblo, que fue ocupado rápidamente por el enemigo, y se situó el 6 de noviembre en Nazareno. En este paraje, ubicado sobre el río Suipacha frente a la población de Suipacha, recibió por la noche un refuerzo de 200 hombres al mando del teniente coronel graduado Matías Balbastro provenientes de Jujuy, dos piezas de artillería, municiones y la paga de las tropas. 
El coronel José de Córdoba y Rojas había recibido informes falsos sobre la moral combativa de las fuerzas de González Balcarce, convenciéndose de que marchaban descontentos y mal armados y por lo tanto sería relativamente fácil dispersarlos. Tampoco se había enterado de la llegada de refuerzos con municiones y cañones.
Ambas vanguardias tenían fuerzas equivalentes, entre 800 y 1000 soldados. La diferencia en cañones, cuatro para Córdoba y Rojas contra dos de González Balcarce, no era significativa.
Formaban parte de las fuerzas de Córdoba y Rojas los veteranos del Real Borbón y del Cuerpo de Voluntarios del Rey, este al mando del capitán José Fernando de Fontaneda, que habían partido de Buenos Aires en 1809 para reprimir las sublevaciones del Alto Perú y que luego formaron el Batallón Fernando VII.

## La batalla
Cuando el 7 de noviembre de 1810 la vanguardia realista tomó contacto visual con las tropas de González Balcarce, este había ocultado gran parte de su infantería y artillería entre los cerros y quebradas vecinas.
Situados frente a frente sin atacarse hasta las 3 de la tarde, González Balcarce se impacientó e ideó un plan para forzar a Córdoba a atacarlo, para eso hizo adelantar 200 hombres sobre la playa del río y con dos cañones abrió fuego, lo que dio inicio al enfrentamiento cuando Córdoba destacó algunas fuerzas de guerrilla. González Balcarce desplegó más tropas y Córdoba envió batallones para reforzar a sus guerrillas abandonando sus posiciones seguras. González Balcarce ordenó simular una retirada en aparente desorden, haciendo caer en la trampa a Córdoba, quien dio la orden de perseguirlos con todas sus tropas hasta las proximidades de la quebrada de Choroya. Allí las fuerzas de González Balcarce que en apariencia huían, giraron para enfrentarlos, mientras las tropas de infantería y la artillería que estaban ocultas entre los cerros aparecieron bruscamente, emboscando a los realistas, quienes se dieron a la fuga arrojando banderas, armas y municiones, siendo perseguidos por tres leguas.
La batalla duró media hora y concluyó con una fácil victoria para los revolucionarios ya que los realistas abandonaron el campo de batalla en fuga, dejando la artillería. Fueron tomados 150 prisioneros realistas. La aparición de indígenas para observar la batalla desde los cerros hizo pensar a Córdoba y Rojas que se trataban de fuerzas de refuerzo y se precipitó en fuga sin esperar el resultado de la batalla.
En la batalla, junto con las tropas provenientes de Buenos Aires (275 combatientes), participaron, salteños, jujeños, oranenses, tarijeños (aproximadamente 300 combatientes, al mando del líder tarijeño José Antonio Larrea), cinteños y la Caballería chicheña de Tupiza, comandada por el coronel Pedro Arraya. 
El 9 de noviembre, el representante de la Primera Junta, Juan José Castelli, ordenó al capitán Martín Miguel de Güemes que, con 150 tarijeños montados, ocupara «la cabeza de Cinti, provincia de los Charcas». Su misión era: apresar al subdelegado y comandante militar Pedro Cabrera y a su antecesor Gregorio Barros, secuestrar sus bienes, interrogar sobre el tesoro del presidente Nieto, “limpiar” la zona de malos vecinos, recoger armamentos y víveres, nombrar un nuevo subdelegado e intentar capturar a los prófugos Nieto, Socasa y Córdoba y Rojas que posiblemente se dirigían hacia el Chaco con rumbo a la frontera portuguesa o al Paraguay.

## Consecuencias
Como consecuencia del triunfo en la batalla de Suipacha por parte del Ejército del Norte rioplatense, el adversario ejército realista que sufrió una completa derrota, perdió sus cuatro cañones, sus tiendas de campaña, armas, municiones, 10 000 pesos en plata, víveres y se desintegró por completo.
La victoria de Suipacha tuvo un fuerte efecto moral en el Ejército del Norte, los jefes realistas del Alto Perú perdieron todo su prestigio, que se vio reflejado en el pronunciamiento de las cuatro provincias del Alto Perú a favor de las autoridades rioplatenses. Así, la ciudad de Potosí, el 10 de noviembre de 1810, apresó a su gobernador Francisco de Paula Sanz, levantándose también Chuquisaca, La Paz y Cochabamba, en donde Esteban Arze consiguió el triunfo en la de Batalla de Aroma el 14 de noviembre, en favor de la Junta de Buenos Aires, ciudad en donde produjo una euforia generalizada. 
En el momento de la batalla Juan José Castelli se hallaba en Yavi, desde donde el 8 de noviembre informó a la Junta sobre la victoria, redactando dos días después en Tupiza el parte completo, llevado a Buenos Aires por el mayor de patricios Roque Tollo. 

Exmo Señor.
 Son las dos de la mañana, y media hora hace, que llegan dos ayudantes del ejército, Rojas y Saravia, con el capitán Tollo, dándome de orden del mayor general Balcarce, el parte del resultado feliz para nuestras armas del ataque, que dieron los enemigos sobre la retirada de los nuestros de Tupiza a Suipacha, donde se fijaba el cuartel general, con cuatro piezas de artillería, habiéndose destacado una fuerza de más de mil hombres, al mando de don José Córdoba. Se alistaron ayer a las tres de la tarde, y nuestra gente les esperó gallardamente, operó la artillería mandada por Villanueva y Giles, que acababan de llegar con las piezas, municiones, caudal para pago de la gente, y tres divisiones que venían a mi vanguardia; obró la mosquetería y cargó la caballería, poniendo en fuga vergonzosa el resto de las que no quedaron tendidas en los cerros. Han perdido toda la artillería y municiones, banderas, armamentos, mulas, monturas, mochilas y demás, pidiendo clemencia, que mandé no se les diese. Siguen los nuestros la derrota hasta alcanzar los montados, y entre ellos el general Córdoba; y es probable que reforzado Balcarse siga hasta Cotagaita a atacar, y tomar los de la reserva, y franquear el paso para Potosí. Luego que tenga más circunstanciadas noticias reiteraré mi parte para satisfacción de vuestra excelencia bastando decirle, que tengo en mi poder parte de los despojos del atolondrado ejército de los rebeldes, que sus banderas están en presa, que no contamos más que un oficial y seis heridos nuestros, y que no se sabe de nuestra tropa entrando las de Tarija, cual es la que mejor se ha portado.
 Circulo estos avisos a las ciudades por medio de sus jefes, para que celebren los triunfos de la patria y glorias de la lealtad.
 Dios guarde a vuestra excelencia muchos años. Yavi 8 de noviembre a las dos de la mañana de 1810.
 Excelentísimo señor doctor Juan José Castelli.
Excelentísima Junta Gubernativa de estas provincias.
(Biblioteca de Mayo, 1963, p. 12957-12958 tomo XIV)

En el periódico la Gazeta de Buenos Ayres, del 3 de diciembre, parafraseando al virrey del Perú José Fernando de Abascal y Sousa, se pudo leer:

(...) que el americano nacido para vegetar y vivir en la oscuridad, (...) [excedía a los militares de España], donde por virtud del nuevo gobierno, se ha enseñado la táctica de fugar, manchando la memoria de nuestros abuelos y héroes de la milicia que ahora nosotros queremos renacer (...)

Una de las dos banderas tomadas fue enviada a Buenos Aires con una nota de Castelli que decía:

A fin de que V. E. la destine a la sala del rey D. Fernando, con las que adornan su retrato.

La Junta autorizó a todos los comandantes victoriosos en Suipacha, a llevar en el brazo derecho un distintivo con la inscripción: 

La patria a los vencedores de Tupiza

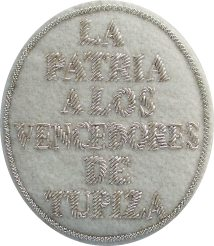
Réplica del Escudo de Tupiza creado por Regimientos de América

Este distintivo se utiliza aún hoy en el uniforme de gala de las tropas del Regimiento de Infantería Paracaidista 2 del Ejército Argentino con actual asiento en la Ciudad de Córdoba, Argentina.
Cumpliendo órdenes de Buenos Aires y como castigo por la represión de 1809 en las rebeliones de Chuquisaca y La Paz, los jefes realistas José de Córdoba y Rojas, Vicente Nieto y Francisco de Paula Sanz fueron capturados en Potosí y ejecutados. A González Balcarce le valió los galones de brigadier y la confianza para avanzar hacia el río Desaguadero, límite entre ambos virreinatos.
Una calle del centro de Buenos Aires recuerda la batalla.